# Cohenella sidelevae
Cohenella sidelevae är en plattmaskart som beskrevs av Timoshkin OA 200. Cohenella sidelevae ingår i släktet Cohenella och familjen Rhynchokarlingiidae. Inga underarter finns listade i Catalogue of Life.